# Ginástica rítmica nos Jogos Pan-Americanos de 2015 - 5 fitas
A competição de 5 fitas feminino foi um dos eventos da ginástica rítmica nos Jogos Pan-Americanos de 2015. Foi disputada no Toronto Coliseum no dia 19 de julho. 

## Calendário
Horário local (UTC-4).
| Data        | Horário | Fase  |
| ----------- | ------- | ----- |
| 19 de julho | 11:50   | Final |

## Medalhistas
|  | BRA Brasil                                                                                |  | USA Estados Unidos                                                                        |  | CAN Canadá                                                                                   |
|  | Dayane Amaral Morgana Gmach Emanuelle Lima Jessica Maier Ana Paula Ribeiro Beatriz Pomini |  | Kiana Eide Alisa Kano Natalie McGiffert Jennifer Rokhman Monica Rokhman Kristen Shaldybin |  | Katrina Cameron Maya Kojevnikov Lucinda Nowell Vanessa Panov Anjelika Reznik Victoria Reznik |

## Resultados
| Pos.              | Ginasta | Dificuldade | Execução | Penalidade | Total  |
| ----------------- | --- | ----------- | -------- | ---------- | ------ |
| Medalha de ouro   | Brasil (BRA) Dayane Amaral Morgana Gmach Emanuelle Lima Jessica Maier Ana Paula Ribeiro Beatriz Pomini         | 7.500       | 7.500    |            | 15.000 |
| Medalha de prata  | Estados Unidos (USA) Kiana Eide Alisa Kano Natalie McGiffert Jennifer Rokhman Monica Rokhman Kristen Shaldybin | 6.950       | 6.333    |            | 13.283 |
| Medalha de bronze | Canadá (CAN) Katrina Cameron Maya Kojevnikov Lucinda Nowell Vanessa Panov Anjelika Reznik Victoria Reznik      | 6.450       | 6.367    |            | 12.817 |
| 4                 | Cuba (CUB) Claudia Arjona Zenia Fernandez Melissa Kindelan Martha Perez Adriana Ramirez Legna Savon            | 6.100       | 5.800    |            | 11.900 |
| 5                 | México (MEX) Diana Casillas Luz Morales Maria Nava Erandeni Nava Marialicia Ortega Pamela Reynolds             | 5.350       | 4.733    |            | 10.083 |